# Оральні контрацептиви
Оральні контрацептиви, скорочено ОК, також відомі як протизаплідні таблетки, — це лікарські засоби, які приймаються перорально з метою контролю народжуваності. Поява протизаплідних таблеток у 1960 році революціонізувала контрацепцію, викликавши жваве обговорення в науковій та суспільно-науковій літературі та в ЗМІ. Велика увага приділялася питанням прав жінок, зокрема етики та особистого вибору. Але ці ліки також поставили нові питання про нові ризики. 

## Жіночі ОК
Широко доступні два типи жіночих оральних контрацептивів, які приймаються один раз на день:
- Комбіновані оральні контрацептиви, які містять естроген і прогестин.
- Таблетки, що містять лише прогестаген.

При ідеальному використанні ефективність вважається 99%, а у реальному житті – 91%. Несприятливі ефекти ОК включають головний біль, запаморочення, нудоту, біль у грудях, кров’янисті виділення, зміни настрою, прищі, здуття живота тощо.
Ормелоксифен, селективний модулятор естрогенових рецепторів, має переваги за рахунок режиму прийому раз на тиждень.
Таблетки екстреної контрацепції («таблетки наступного ранку») приймають під час статевого акту або протягом кількох днів після нього:
- Левоноргестрел, що продається під торговою маркою Plan B
- Уліпрісталу ацетат
- Міфепристон і мізопростол при комбінованому застосуванні ефективні на понад 95% протягом перших 50 днів вагітності.

Побічні ефекти:
Слід розуміти, що нижче наведені явища не мають чітко визначеного причинно-наслідкового зв'язку з прийомом ОК, а виявлений ризик вважається незначущим.
Рак молочної залози: деякі дослідження показують вищий ризик розвитку раку молочної залози серед користувачів гормональних контрацептивів (особливо ОК) порівняно з тими, хто їх не використовує  . У цих дослідженнях також зазначено, що саме естроген відіграє важливу роль у розвитку раку молочної залози, тоді як роль прогестину залишається незрозумілою .
Інсульт: вважається ще одним побічним ефектом гормональних контрацептивів і, що важливіше, оральних контрацептивів, особливо в перший рік використання. 
Депресія: також є докази того, що використання оральних контрацептивів, переважно протягом перших 2 років, має зв'язок із підвищеним ризиком депресії. Незважаючи на те, що ризик знижується з продовженням використання, він залишається вищим у тих, хто колись використовува оральні контрацептиви та не використовує їх зараз . 

## Чоловічі ОК
- Чоловічі оральні контрацептиви недоступні в продажу, хоча деякі типи знаходяться на стадії дослідження та розробки.